# Badminton bei der Makkabiade 2022
Bei der Makkabiade 2022 wurden fünf Badmintonwettbewerbe ausgetragen. Sie fanden vom 17. bis zum 19. Juli 2022 in Daliyat al-Karmel statt.

## Sieger und Platzierte Erwachsene
| Disziplin    | Gold                               | Silber                       | Bronze                           |
| ------------ | ---------------------------------- | ---------------------------- | -------------------------------- |
| Herreneinzel | May Bar Netzer                     | Idan Schneidman              | Ariel Shainski                   |
| Herreneinzel | May Bar Netzer                     | Idan Schneidman              | Alan Plavin                      |
| Dameneinzel  | Heli Neiman                        | Ksenia Polikarpova           | Anna Kirilova                    |
| Dameneinzel  | Heli Neiman                        | Ksenia Polikarpova           | Alina Bergelson                  |
| Herrendoppel | May Bar Netzer Maxim Grinblat      | Alexander Bass Lior Kroitor  | Alan Plavin Maayan Mugilner      |
| Herrendoppel | May Bar Netzer Maxim Grinblat      | Alexander Bass Lior Kroitor  | Mark Šames Daniel Tarachovskij   |
| Damendoppel  | Alina Bergelson Ksenia Polikarpova | Margaret Lurie Yuval Pugach  | Zohar Amoyal Amanda Feldman      |
| Damendoppel  | Alina Bergelson Ksenia Polikarpova | Margaret Lurie Yuval Pugach  | Emily Mostovoy Vitalija Movsovic |
| Mixed        | Ariel Shainski Yuval Pugach        | Maxim Grinblat Anna Kirilova | Gal Hiram Heli Neiman            |
| Mixed        | Ariel Shainski Yuval Pugach        | Maxim Grinblat Anna Kirilova | Mark Šames Margaret Lurie        |